# Satyrus thibetana
Satyrus thibetana är en fjärilsart som beskrevs av Charles Oberthür. Satyrus thibetana ingår i släktet Satyrus och familjen praktfjärilar. Inga underarter finns listade.